# Neobisium primitivum
Neobisium primitivum es una especie de arácnido  del orden Pseudoscorpionida de la familia Neobisiidae.
Presenta las subespecies:
- Neobisium primitivum primaevum
- Neobisium primitivum primitivum

## Distribución geográfica
Se encuentra en España.